# Trupanea richteri
Trupanea richteri är en tvåvingeart som beskrevs av Erich Martin Hering 1956. Trupanea richteri ingår i släktet Trupanea och familjen borrflugor.
Artens utbredningsområde är Iran. Inga underarter finns listade i Catalogue of Life.